# Hermann Tambornino
Hermann Tambornino (* 20. September 1892 in Günzburg; † nach 1958) war ein deutscher Pädagoge und Schriftsteller.

## Schriften
- Für oder gegen Aufsatzreformen. In: Pharus. Katholische Monatschrift für Orientierung in der gesamten Pädagogik. Jg. 5 (1914), Halbjahresband 1, S. 161–176 (Digitalisat).
- Die zweite Naivität als Bildungsziel (= Beiträge für Erziehung und Unterricht. H. 3). Verlag Süddeutsche Lehrerbücherei, München 1926, OCLC 72773420, 46 S. (erschien gleichzeitig als Beilage der Bayerischen Lehrerzeitung. Jg. 2 (1926), Nr. 2).
- Der Weg zum Organischen. In: Deutsches Bildungswesen. Erziehungswissenschaftliche Monatsschrift des Nationalsozialistischen Lehrerbundes für das gesamte Reichsgebiet. Jg. 2 (1934), S. 659–668.
- Gefühl und Geist. In: Deutsches Bildungswesen. Erziehungswissenschaftliche Monatsschrift des Nationalsozialistischen Lehrerbundes für das gesamte Reichsgebiet. Bd. 3 (1935), H. 8/9, S. 457–469.
- Oberstaufen oder Gespräch über Erziehung. Cassianeum, Donauwörth o. J. (1947), OCLC 26107538, 80 S.
- Liebst du ihn? Briefe an eine junge Frau. Dietrich, Memmingen 1965, OCLC 27861115, 79 S.
- Reden und Schweigen. Die Brigg, Augsburg o. J. (1978), ISBN 3-87101-109-6, 136 S.